# Nabój 7,65 × 17 mm SR Browning
7,65 × 17 mm SR Browning – (inna nazwa .32 ACP – Automatic Colt Pistol) nabój opracowany przez Johna Browninga do pistoletu M1897 jednego z pierwszych w pełni udanych pistoletów samopowtarzalnych.
Produkcję naboju rozpoczęły zakłady FN w roku 1897. Ponieważ M1900 był bardzo popularny, nabój 7,65 × 17 SR (Semi Rimmed – z kryzą częściowo wystającą) stał się mimo małej mocy jednym z najbardziej popularnych. Z upływem czasu powstało wiele typów pistoletów określanych „małymi siódemkami”. Ich użytkownikami byli najczęściej wyżsi oficerowi sztabowi i funkcjonariusze służb policyjnych. Były też bardzo popularne wśród użytkowników cywilnych. Obecnie nabój rzadko używany z uwagi na niską moc obalającą.

## Broń na nabój 7,65×17mm
Lista nie jest kompletna
- Walther PP / PPK
- Mauser HSc
- Sauer 38H
- Astra 300
- Astra 700
- Astra 1000
- Astra 3000
- Astra 4000
- Astra 5000
- Astra Model 1911
- Pistolet CZ 50
- Pistolet maszynowy Sa vz.61 Škorpion
- Pistolet Browning M1910
- Beretta M1935
- Pistolet Crvena Zastava M70